# Lithiový článek

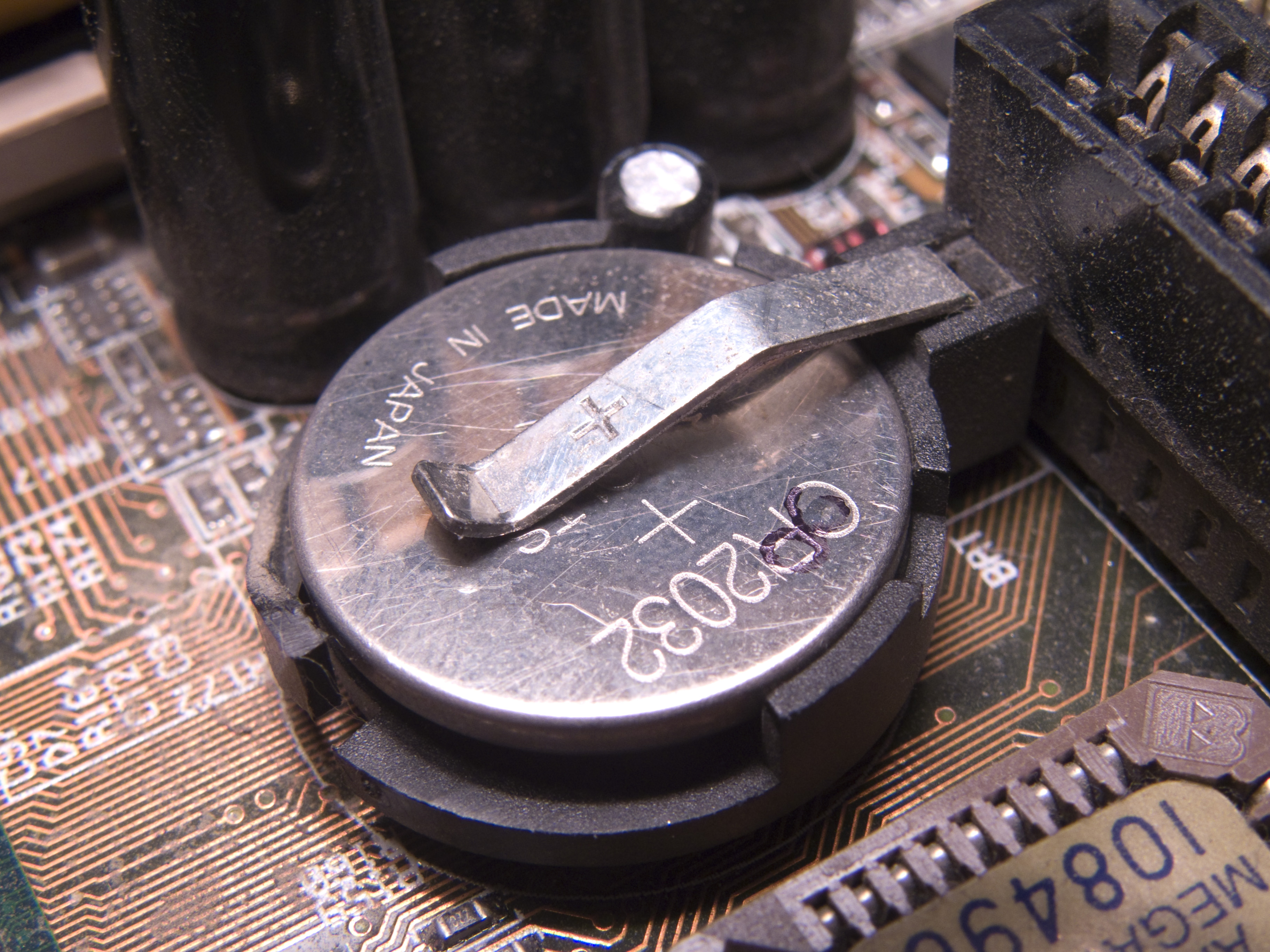
Lithiová baterie CR2032 ve slotu v základní desce počítače

Lithiový článek je druh primárního (nelze ho nabíjet) galvanického článku, ve kterém je anoda tvořena kovovým lithiem nebo jeho sloučeninami a katoda i elektrolyt mohou také různé chemické složení. V závislosti na složení se jmenovité napětí článku pohybuje od 1,5 V do 3,7 V. Kvůli vyšší ceně a dlouhé životnosti (podle typu jednotky let, některé až přes 15 let) se hodí pro dlouhodobé napájení zařízení s nízkým odběrem také proto, že z něj po opotřebení nevytéká kyselina, která by mohla zařízení poškodit (na rozdíl od zinko-uhlíkového článku).

## Historie
Experimenty s lithiovými články provedl Gilbert Newton Lewis v roce 1912, nicméně první komerční verze byla uvedena na trh společností Sony v roce 1991.

## Charakteristika

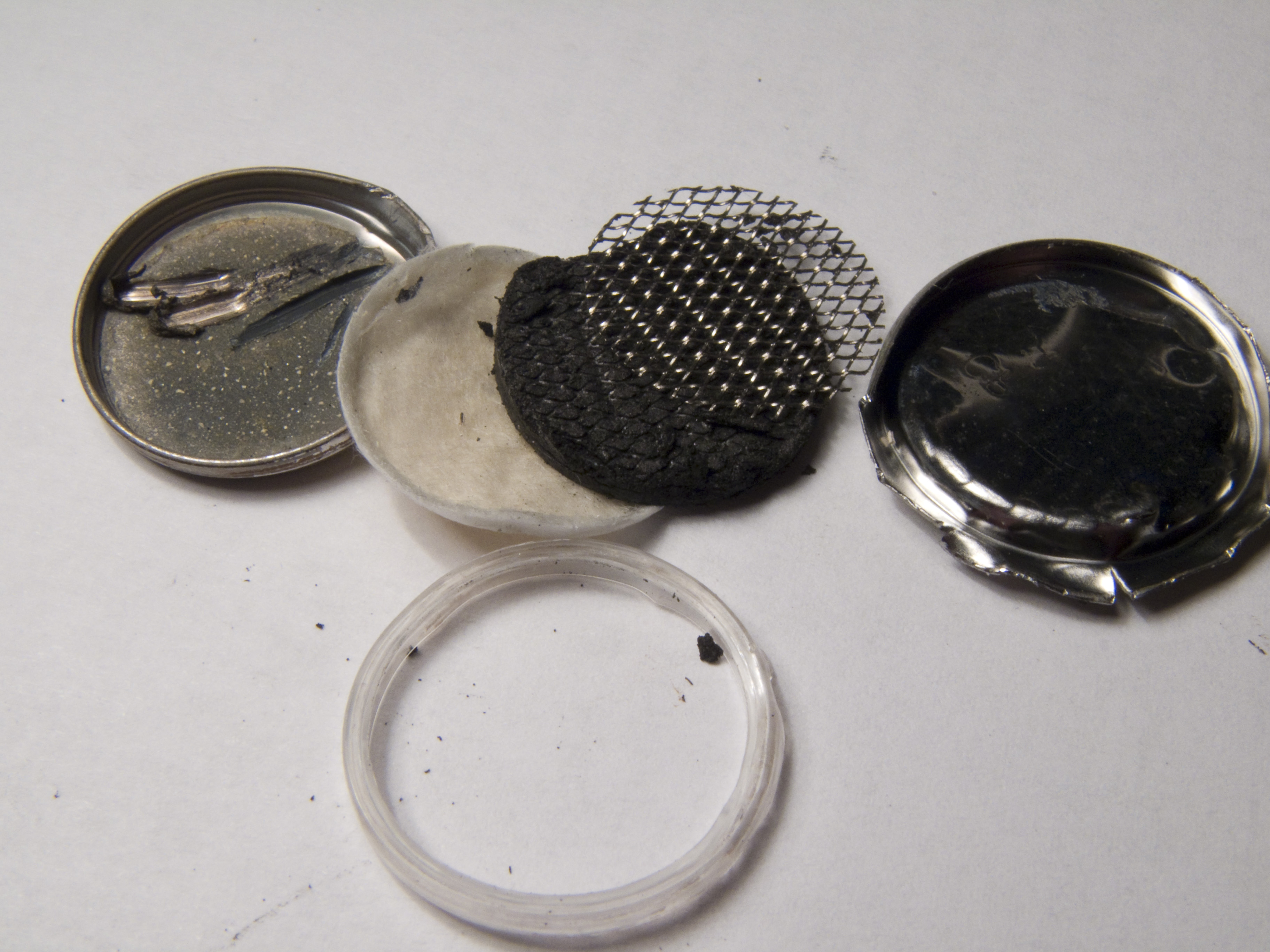
Rozebraná lithiová baterie. Zleva: kovový obal – anoda s vrstvou lithia (poškrábaná místa na vzduchu rychle oxidují), pórovitý separátor, katoda z oxidu manganičitého, kovová mřížka jako „sběrač proudu“, kovový obal – kladný pól. Dole těsnicí plastový kroužek

Lithiové články se používají všude tam, kde je potřeba dlouhá životnost a nízký odběr elektrické energie. Lithiové baterie jsou vhodné pro velký rozsah teplot −40 až 60 °C. Lze je použít jako zdroj elektřiny pro kardiostimulátory, hodiny či hodinky, dálkové ovladače, jednorázové záložní zdroje elektřiny a podobně. Běžná životnost článků je 3 až 7 let. Dražší speciální články mohou mít životnost 15 i více let.
Nejčastěji používaný článek využívá kovového lithia jako anody a oxidu manganičitého jako katody. Elektrolytem je lithiová sůl rozpuštěná v organickém rozpouštědle.
Malé lithiové baterie se používají v malých elektronických zařízeních jako hodinky, teploměry, dálková ovládání od aut, kalkulačky a také jako baterie pro záložní napájení hodin v počítačích. Standardní lithiovou mincovou baterií se dnes stává typ CR2032 (20 mm průměr a 3,2 mm výška), díky svému poměru cena/velikost/množství energie. Pro náročnější aplikace se používá typ CR2450 (24 mm průměr a 5 mm výška), který je však několikanásobně dražší.

## Náhrada tužkových baterií

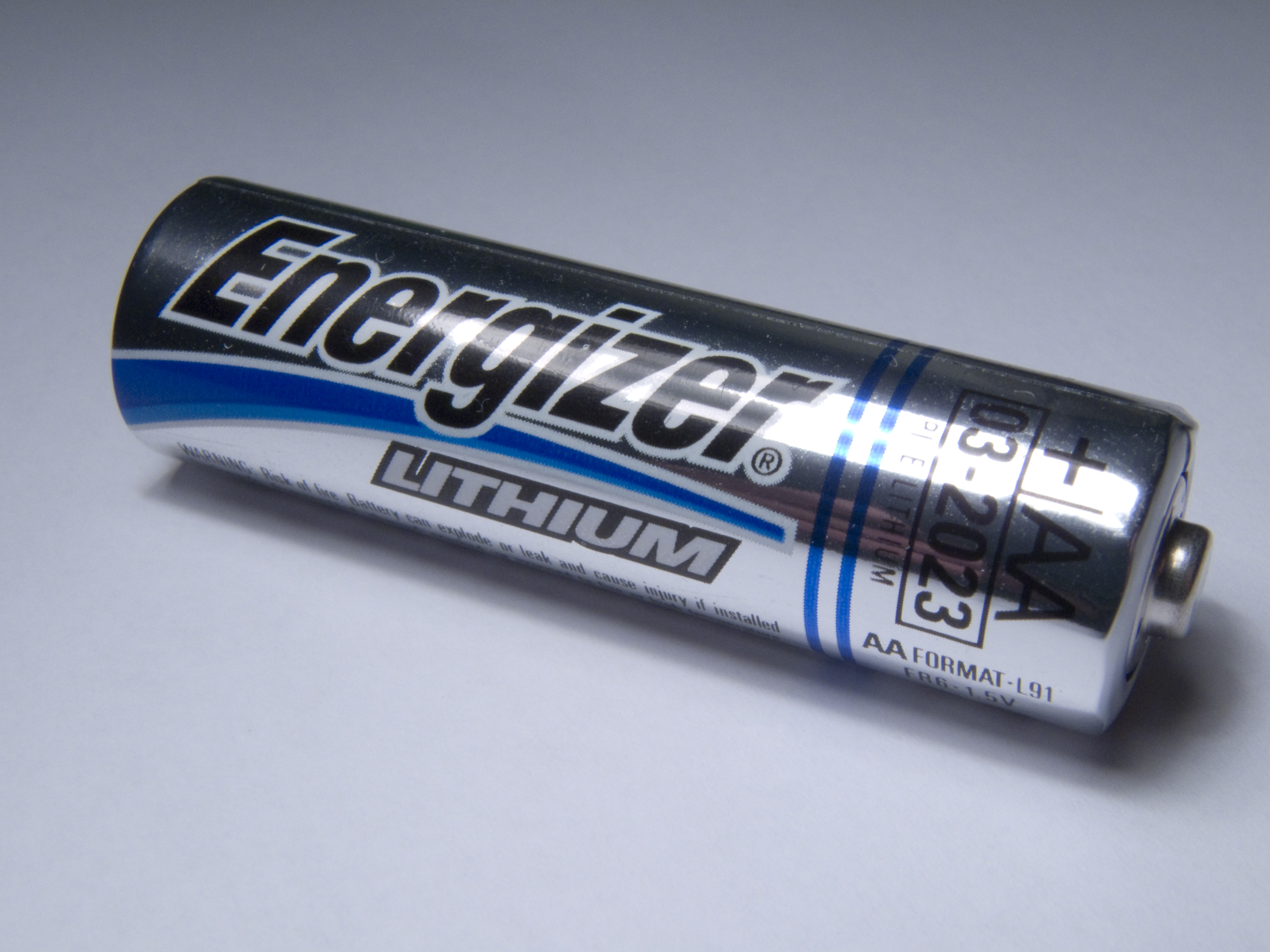
Lithiový článek velikosti AA se jmenovitým napětím 1,5 V

V posledních letech jsou vyráběny články se jmenovitým napětím okolo 1,5 V, což je umožňuje použít jako náhradu klasických zinko-uhlíkových nebo alkalických článků. Anoda je z lithia, katoda nejčastěji z práškového disulfidu železnatého smíchaného s uhlíkem. Výhodou je vyšší kapacita, nižší hmotnost, zanedbatelná možnost vytečení článku, schopnost dodávat vyšší proudy, lepší schopnost dodávat energii v extrémních teplotách a doba skladovatelnosti okolo 10 let.
Tento článek dosahuje při vybíjení konstantním proudem 25 mA celkové kapacity 3100 mAh (alkalický okolo 2800 mAh), avšak jeho přednosti před klasickými alkalickými články se projeví hlavně při vybíjení vyšším proudem, kdy je stále schopen dodat podobnou kapacitu (při vybíjení proudem 1 A dosahuje kapacity okolo 2900 mAh, zatímco klasický alkalický článek již pouze 1000 mAh).

## Rizika a kontroverze

### Požár
Lithiové baterie mohou dodat velmi vysoké proudy. To je sice žádoucí při použití ve spotřebičích s vysokým odběrem, ale v případě poškození článku může zkratový proud způsobit rychlé zahřátí a následné vznícení lithia a případně i explozi, protože jde o velmi reaktivní kov (může hořet i po ponoření pod vodu). Pro omezení rizika havárie  jsou do baterií vkládají tepelné pojistky, které ukončí nabíjení nebo přeruší tok proudu uvnitř článků.

### Těžba
Lithium je alkalický kov, který je možné těžit podobně jako jiné rudy. V Česku je ve fázi průzkumu ložisko na Cínovci, kvůli kterému vznikla před volbami v roce 2017 Kauza lithium. Těžba má velký vliv na životní prostředí, přestože samotné lithium není toxické. Nejde jen o samotnou těžbu, ale i o následnou vysokou energetickou náročnost výroby lithia.

### Recyklace
Recyklováno je zatím jen 1 % lithia, recyklační provozy jsou zatím experimentální a finančně náročné. Finanční náročnost recyklace znamená i náročnost technologie na zdroje elektřiny (a tím emise), chemikálií i další zátěž životního prostředí.